# Casa delle Bifore
La casa delle Bifore è un piccolo palazzo di Piombino, situato in via Ferruccio n.18 accanto al palazzo comunale. È sede dell'Archivio storico del Comune di Piombino e deve il suo nome alle finestre a bifora con archetti a sesto acuto e colonnina sulla facciata.
Detta anche palazzo di Martino di Brancaccio o casa Minelli, è l'unica testimonianza in Piombino di architettura civile duecentesca. Edificata presumibilmente tra il 1284 ed il 1289, forse da un cittadino guelfo, risente delle influenze dell'arte pisana. Originariamente era dotata di merlatura. Acquistata negli anni ’80 del Novecento dal Comune di Piombino, fu oggetto di un accurato restauro ad opera dall'architetto Italo Insolera.